# Serrata maoriana
Serrata maoriana är en snäckart som först beskrevs av Powell 1932.  Serrata maoriana ingår i släktet Serrata och familjen Marginellidae. Inga underarter finns listade i Catalogue of Life.